# رنگینک‌های بال‌کوتاه
رنگینک‌های بال‌کوتاه (نام علمی: Manacus) نام یک سرده از تیره رنگینک است.